# جی لنو
جیمز داگلاس موئیر "جی" لنو (به انگلیسی: James Douglas Muir "Jay" Leno) (متولد ۱۹۵۰ نیویورک) کمدین آمریکایی، بازیگر، نویسنده، تولیدکننده، گوینده و مجری است.
لنو از سال ۱۹۹۲ تا ۲۰۰۹ مجری برنامه «شوی امشب با جی لنو» در شبکه ان‌بی‌سی بوده‌است. از سپتامبر سال ۲۰۰۹، لنو برنامه‌ای با عنوان «شوی لنو» را در همین شبکه اجرا کرد. این برنامه شویی گفتگومحور بود که آخرهفته‌ها و در ساعت ده شب که یکی از پربیننده‌ترین زمان‌های تلویزیون است، روی آنتن می‌رفت. بعد از این که پخش برنامه «شوی امشب با لنو» در ژانویه سال ۲۰۱۰ بر اثر بحث و مجادله درون شبکه‌ای متوقف شد، لنو در تاریخ یکم مارس ۲۰۱۰ مجدداً به مجری‌گری در برنامه «شوی امشب با جی لنو» پرداخت. آخرین قسمت این برنامه در تاریخ ششم فوریه ۲۰۱۴ روی آنتن شبکه ان‌بی‌سی رفت. در همین سال لنو به جمع افراد برگزیده در تالار افتخارات تلویزیون راه یافت.

## زندگی‌نامه
وی مجری شبانگاهی برنامه تلویزیونی تونایت شو از شبکه سرتاسری ان‌بی‌سی بود. این برنامه از شهر لس آنجلس به‌طور زنده پخش می‌شد. در سال ۲۰۰۹ لنو موقتاً از این برنامه خارج شد و جای خود را به کونان اوبراین داد. «جی لنو» در این مدت مجری برنامه دیگری به نام جی لنو شو بود. وی دوباره در سال ۲۰۱۰ به عنوان مجری به برنامه تونایت شو برگشت و آخرین برنامه او به عنوان مجری این برنامه، در روز ششم فوریه سال ۲۰۱۴ پخش شد.
لنو که از پدری ایتالیایی تبار متولد گردیده دارای کلکسیونی از ۳۰۰ اتومبیل و موتور سیکلت عتیقه و گرانبها است.

## واژه‌نامه
1. ↑  The Tonight Show with Jay Leno
2. ↑  The Jay Leno Show

## جستارهای مربوط

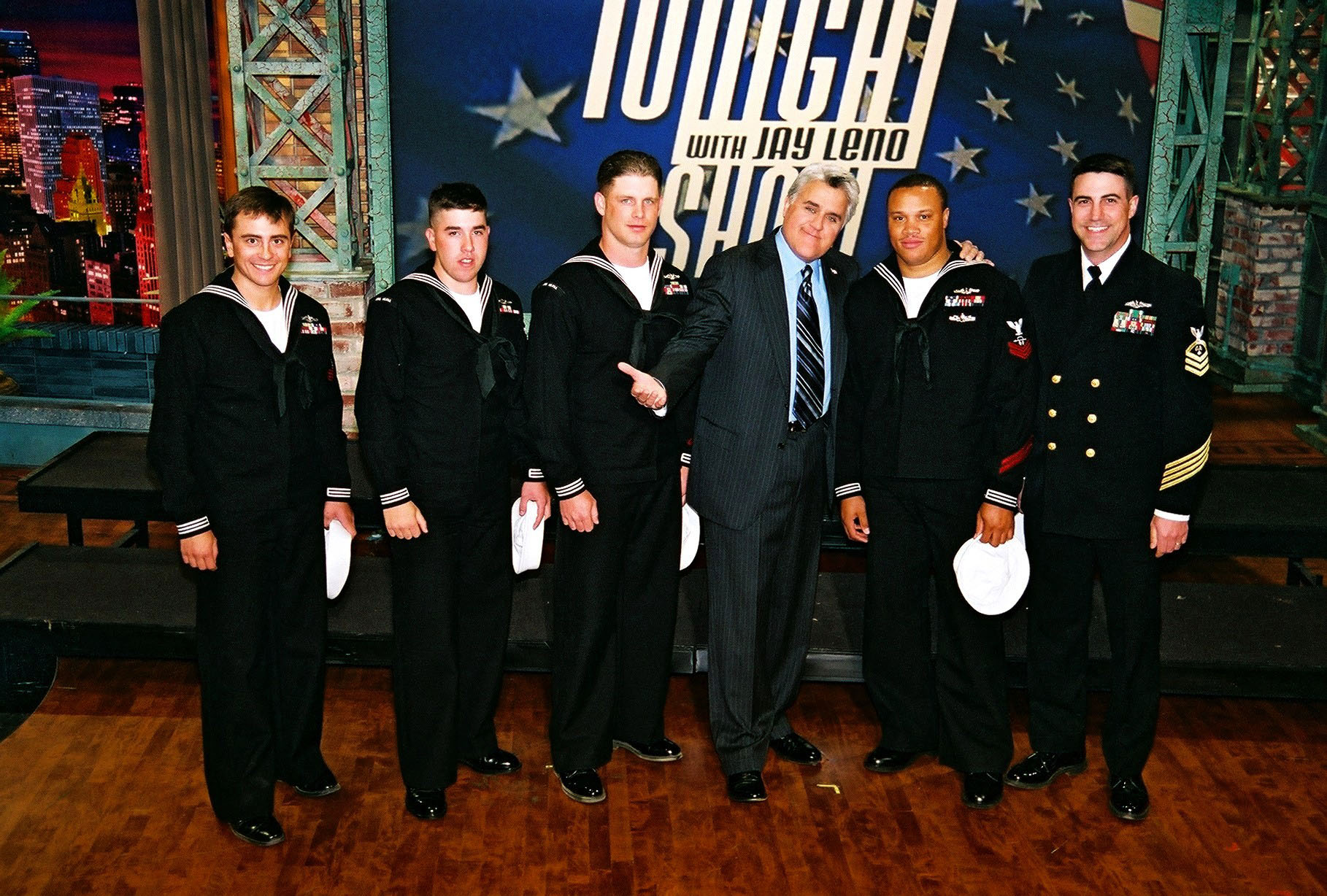
جی لنو در حال پذیرایی از میهمانان برنامه تلویزیونی خود، ملوانان زیردریایی USS Helena در سال ۲۰۰۵.

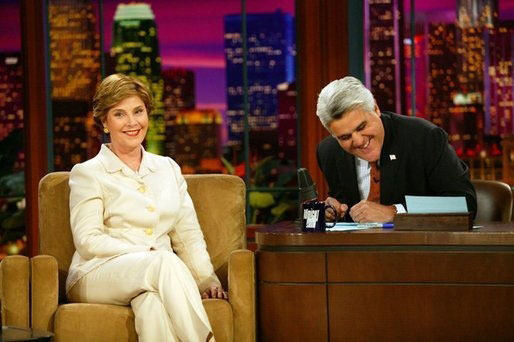
جی لنو در حال میزبانی از میهمان خود، خانم لورا بوش

- چارلی رز

## وبگاه رسمی

- وبگاه رسمی
- وبگاه کلکسیون اتومبیل جی لنو
- روزنامه نیویورک تایمز در مورد لنو
- قطعات ویدئو از برنامه جی لنو